# وادي دغيش (أرحب)

تعديل مصدري - تعديل

وادي دغيش هي إحدى قرى عزلة شاكر بمديرية أرحب التابعة لمحافظة صنعاء، بلغ تعداد سكانها 242 نسمة حسب تعداد اليمن لعام 2004.